# Ординець Філіп Михайлович
Пилип Михайлович Ординець — регент, мученик, місцевошановний святої Української Православної Церкви Московського патріархату.

## Життєпис
Народився 1 червня 1888 року в Миропіллі Курської губернії.
Проживав у Харкові з дружиною та чотирма дітьми. Був регентом у Микільській церкві на Лисій горі. У березні 1938 року заарештований і засуджений до розстрілу. Розстріляний 15 квітня 1938 року у Харкові.

## Канонізація
22 червня 1993 року Визначенням Священного Синоду Української Православної Церкви Московського патріархату прийнято рішення про місцеву канонізацію подвижника у Харківській єпархії, у Соборі новомучеників та сповідників Слобідського краю (день пам'яті — 19 травня (1 червня)).
Чин прославлення подвижника відбувся під час візиту до Харкова 3-4 липня 1993 року Предстоятеля Української Православної Церкви Блаженнішого Митрополита Київського та всієї України Володимира, у кафедральному Благовіщенському соборі міста.